# Venere con Fauno
Venere con Fauno è un dipinto di Antonio Canova dipinto attorno al 1792.

## Storia
L'opera viene realizzata durante il periodo romano dell'artista. L'opera mostra collegamenti alle esperienze artistiche veneziane di Giorgione e Tiziano

## Descrizione
L'opera rappresenta la dea Venere distesa nuda su un divano mentre un fauno la osserva attratto dalla sua bellezza mentre scopre le gambe.